# Sinagoga Beth Aharon
La Sinagoga Beth Aharon (en chino: 阿哈龍會堂) era una sinagoga sefardí de Shanghái, una ciudad situada en la región oriental de China. Beth Aharon fue construida en 1927 por el destacado empresario Silas Aharon Hardoon, en memoria de su padre Aarón. Durante la Segunda Guerra Mundial, la sinagoga ofreció refugio a la Yeshivá Mir de Bielorrusia, la única yeshivá de Europa del Este que sobrevivió al Holocausto. Después del establecimiento de la República Popular China en 1949, el edificio fue utilizado por el periódico Wenhui Bao y como una fábrica durante la Revolución Cultural. La sinagoga fue demolida en 1985.
La Sinagoga Bet Aharon fue construida en 1927 por el empresario judío Silas Aharon Hardoon, una de las personas más ricas de la ciudad, como un regalo a la comunidad judía presente en esa región. Se encontraba en la calle 20 Museo (ahora Carretera 42 Huqiu) en el Asentamiento internacional de Shanghái, cerca del Bund y Hongkew, en el actual distrito de Huangpu. Fue el reemplazo de la Sinagoga Shearith Israel, que fue construida en 1900, y tenía una capacidad para 400 personas. La sinagoga fue diseñada por el estudio de arquitectura Palmer y Turner, que también diseñó el emblemático edificio del banco HSBC en el Bund.